# Toyota Challenger 2013
Il Toyota Challenger 2013, noto come Dunlop World Challenge per ragioni di sponsorizzazione, è stato un torneo di tennis. È stata la 6ª edizione del torneo maschile e faceva parte della categoria ATP Challenger Tour nell'ambito dell'ATP Challenger Tour 2013, la 6a di quello femminile che faceva parte della categoria ITF Women's Circuit nell'ambito dell'ITF Women's Circuit 2013. Sia il torneo maschile che quello femminile si sono giocati a Toyota in Giappone dal 18 al 24 novembre 2013 su campi in sintetico indoor.

## Partecipanti singolare ATP

### Teste di serie
| Nazionalità | Giocatore             | Ranking* | Testa di serie |
| ----------- | --------------------- | -------- | -------------- |
| Australia   | Matthew Ebden         | 95       | 1              |
| Giappone    | Gō Soeda              | 114      | 2              |
| Francia     | Pierre-Hugues Herbert | 162      | 3              |
| Giappone    | Yūichi Sugita         | 163      | 4              |
| Giappone    | Tatsuma Itō           | 170      | 5              |
| Regno Unito | James Ward            | 172      | 6              |
| Giappone    | Hiroki Moriya         | 177      | 7              |
| Slovenia    | Blaž Rola             | 186      | 8              |

- Ranking all'11 novembre 2013.

### Altri partecipanti
Giocatori che hanno ricevuto una wild card:
- Sho Katayama
- Takao Suzuki
- Yusuke Watanuki
- Jumpei Yamasaki

Giocatori che sono passati dalle qualificazioni:
- Yuuya Kiba
- Takashi Saito
- Artem Sitak
- Danai Udomchoke

Giocatori che hanno ricevuto un entry come special exempt:
- Borna Ćorić

## Partecipanti singolare WTA

### Teste di serie
| Nazionalità | Giocatore       | Ranking* | Testa di serie |
| ----------- | --------------- | -------- | -------------- |
| Giappone    | Kurumi Nara     | 75       | 1              |
| Giappone    | Misaki Doi      | 90       | 2              |
| Thailandia  | Luksika Kumkhum | 107      | 3              |
| Kazakistan  | Zarina Dijas    | 164      | 4              |
| Giappone    | Sachie Ishizu   | 197      | 5              |
| Svizzera    | Belinda Bencic  | 212      | 6              |
| Cina        | Wang Qiang      | 216      | 7              |
| Giappone    | Eri Hozumi      | 217      | 8              |

### Altre partecipanti
Le seguenti giocatrici hanno ricevuto una wild card per il tabellone principale:
- Haruka Kaji
- Miyu Katō
- Makoto Ninomiya
- Yuuki Tanaka

Le seguenti giocatrici sono passate dalle qualificazioni:
- Kanae Hisami
- Hiroko Kuwata
- Emi Mutaguchi
- Akiko Yonemura

## Vincitori

### Singolare maschile
Matthew Ebden ha battuto in finale  Yūichi Sugita con il punteggio di 6–3, 6–2

### Doppio maschile
Chase Buchanan /  Blaž Rola hanno battuto in finale  Marcus Daniell /  Artem Sitak con il punteggio di 4–6, 6–3, [10-4]

### Singolare femminile
Luksika Kumkhum ha battuto in finale  Hiroko Kuwata con il punteggio di 3–6, 6–1, 6–3

### Doppio femminile
Shūko Aoyama /  Misaki Doi hanno battuto in finale  Eri Hozumi /  Makoto Ninomiya con il punteggio di 7–6(1), 2–6, [11–9]